# Ангир (Прибайкальський район)
Ангир (рос. Ангир) — село Прибайкальського району, Бурятії Росії. Входить до складу Сільського поселення Зирянського.
Населення —  229 осіб (2015 рік). 